# Jan Solar
Jan Solar (27 settembre 1964) è un ex calciatore cecoslovacco, slovacco dal 1993, di ruolo centrocampista, che ha rappresentato la Nazionale slovacca.

## Carriera

### Club
Durante la sua carriera ha vestito le maglie di Spartak Trnava, Dukla Banska Bystrica e Inter Bratislava, dove ha vinto i suoi unici titoli nella stagione 1994-1995, conquistando il double con la vittoria di coppa e supercoppa nazionale. Si è ritirato nel 1997.

### Nazionale
Esordisce il 4 febbraio 1994 contro l'Egitto (1-0). Nelle sole tre partite giocate da Solar, la Nazionale slovacca ha sempre perso.

## Palmarès

### Club

#### Competizioni nazionali
- Coppa di Slovacchia: 1

Inter Bratislava: 1994-1995
- Supercoppa di Slovacchia: 1

Inter Bratislava: 1995